# Washington Novaes
Washington Luís Rodrigues Novaes (Vargem Grande do Sul, 3 de junho de 1934 — Aparecida de Goiânia, 24 de agosto de 2020) foi um jornalista brasileiro que tratou com especial destaque os temas de meio ambiente e culturas indígenas. Recentemente, era colunista dos jornais O Estado de S. Paulo e O Popular, bem como consultor de jornalismo da TV Cultura. Um de seus trabalhos mais recentes foi a realização da série de documentários Xingu - A Terra Ameaçada.
Durante sua passagem pelo jornal Ultima Hora, empreendeu uma reforma capitaneada a distância pelo diretor do veículo, Samuel Wainer, que estava exilado em Paris.
Morreu no dia 24 de agosto de 2020 em Aparecida de Goiânia, aos 86 anos.

## Prêmios

### Nacionais
- Prêmio Golfinho de Ouro (1988), da Secretaria de Cultura do Rio de Janeiro, pela obra na TV
- Prêmio Esso Especial de Ecologia e Meio Ambiente (1992), pela série de artigos sobre a Eco-92 publicados no Jornal do Brasil
- Ordem do Mérito Cultural (1999) do Ministério da Cultura[6]
- Prêmio da Câmara Americana de Comércio (2001) pelo documentário “Biodiversidade – Primeiro Mundo É Aqui”
- Prêmio Embratel (2003), pelo documentário “A Década da Aflição”, produzido para a TV Cultura de São Paulo
- Prêmio Professor Azevedo Netto (2004), conferido pela Associação Brasileira de Engenharia Sanitária e Ambiental

### Internacionais
- Medalha de prata no Festival de Cinema e TV de Nova Iorque (1982), pela direção do documentário Amazonas, a pátria da água
- Medalha de ouro no Festival Internacional de TV de Seul, Coréia do Sul (1985), pela série Xingu - A Terra Mágica[2]
- Sala especial na Bienal de Veneza (1986) para a série Xingu - A Terra Ameaçada
- Medalha de ouro no Festival de Cinema e TV de Havana (1990), pela série Xingu - A Terra Mágica[2]
- Prêmio Internacional de Jornalismo Rei de Espanha (1990), pela série de artigos A Amazônia e o futuro da Humanidad
- Melhor Filme na categoria "Educação Ambiental" no VIII Festival Internacional de Cinema e Vídeo de Ambiente, na cidade de Seia, Portugal, com o documentário “”Primeiro Mundo é Aqui” (2002)
- Prêmio Unesco de Meio Ambiente (2004)

## Livros publicados
- Xingu, uma flecha no coração, Editora Brasiliense (1985)
- A quem pertence a informação, Editora Vozes (1997, 3ª edição)
- Xingu, Edição Olivetti (1985)
- A Terra pede água, Edição Sematec (1992)
- A Década do Impasse, Editora Estação Liberdade (2002)

Com outros autores
- Irã, a força de um povo e sua religião, Editora Expressão e Cultura (1979)
- TV ao Vivo, Editora Brasiliense (1988)
- Hélio Pellegrino – A-Deus, Editora Vozes (1989)
- Informação e Poder, Editora Record (1994)
- Índios no Brasil, Ministério da Educação e do Desporto (1994)
- Meio Ambiente no Século XXI, Editora Sextante (2003)
- Brasil em Questão – a Universidade e a Eleição Presidencial, Editora UNB (2003)
- Saúde nos Grandes Aglomerados Urbanos – Uma Visão Integrada, Organização Pan-Americana de Saúde e Organização Mundial de Saúde (2003)